# Курочкін Сергій Олексійович
Сергій Олексійович Курочкін (1988) — український тріатлоніст. Чемпіон Європи з акватлону. Майстер спорту України міжнародного класу.

## Досягнення
Чемпіонат Європи з акватлону
- Перше місце (1): 2018
- Третє місце (1): 2015